# Xu Youyu
Xu Youyu (chinois simplifié : 徐友渔 ; chinois traditionnel : 徐友漁 ; pinyin : Xú Yǒuyú ; Wade–Giles : Hsü Yuyü, né en 1947), né à Chengdu (Sichuan) en 1947, est un philosophe, intellectuel et promoteur du libéralisme en Chine. C'est un ancien professeur à l'Académie chinoise des sciences sociales.

## Biographie
Lors de la révolution culturelle, Xu a été un garde rouge. Il est surtout connu comme un historien de la révolution culturelle.
En 2008, Xu Youyu est un des 303 intellectuels chinois signataires de la charte 08.
En septembre 2010, il a adressé une lettre ouverte au Comité Nobel pour lui demander de distinguer Liu Xiaobo. Ce dernier recevra le prix Nobel de la paix le 8 octobre 2010.
En 2014, plusieurs personnalités dont Pu Zhiqiang, Xu Youyu et la blogueuse dissidente Liu Do, sont inculpés de « provocation de troubles », (passible de cinq ans de prison), pour avoir célébré en privé le vingt-cinquième anniversaire des manifestations de la place Tian'anmen.
Xu Youyu a reçu le prix Olof-Palme en 2014.

## Article de Xu Youyu
Une stèle pour les 36 millions de victimes de la Grande famine, une lecture critique de Stèles. La Grande famine en Chine, 1958-1961,  (Yang Jisheng), traduction de Jérôme Bonnin, dans Perspectives chinoises, janvier 2009.